# Transformní zlom

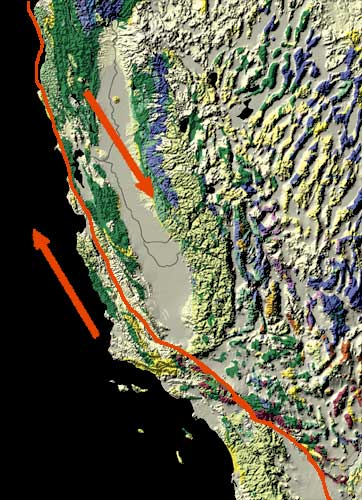
Mapa ukazující zlom San Andreas s vyznačenými směry pohybu litosférických desek

Transformní zlom nebo transformní rozhraní je geologický termín popisující druh zlomu, u kterého je převládající pohyb na zlomu horizontální. Většina transformních zlomů je vázána na oblasti středooceánských hřbetů, kde dochází ke vzniku nové oceánské kůry, a tedy k akumulování napětí v zemské kůře. V těchto oblastech jsou tyto zlomy převážně ukryty pod mořskou hladinou. Nicméně nejvíce známé transformní zlomy, a současně i nejvíce nebezpečné, se nacházejí na okrajích tektonických desek. Typickým příkladem transformního zlomu je zlom San Andreas v Kalifornii či Severoanatolský zlom v severním Turecku.
Transformní zlom může být sinistrální či dextrální v závislosti na tom, jestli je pohyb pravostranný, nebo levostranný. V případě, že se pohyb uskutečňuje proti směru hodinových ručiček (když pozorovatel stojí na jedné kře), jedná se o posun levostranný, tedy sinistrální, pokud se pohyb uskutečňuje po směru hodinových ručiček, je to pohyb pravostranný, tedy dextrální.